# Les Aix-d'Angillon
Pour les articles homonymes, voir Aix et Angillon.
Les Aix-d'Angillon sont une commune française située dans le département du Cher, en région Centre-Val de Loire.

## Géographie

### Climat
Pour des articles plus généraux, voir Climat du Centre-Val de Loire et Climat du Cher.
En 2010, le climat de la commune est de type climat océanique dégradé des plaines du Centre et du Nord, selon une étude du CNRS s'appuyant sur une série de données couvrant la période 1971-2000. En 2020, Météo-France publie une typologie des climats de la France métropolitaine dans laquelle la commune est exposée à un climat océanique altéré et est dans la région climatique  Centre et contreforts nord du Massif Central, caractérisée par un air sec en été et un bon ensoleillement. 
Pour la période 1971-2000, la température annuelle moyenne est de 10,9 °C, avec une amplitude thermique annuelle de 15,6 °C. Le cumul annuel moyen de précipitations est de 826 mm, avec 11,8 jours de précipitations en janvier et 7,3 jours en juillet. Pour la période 1991-2020, la température moyenne annuelle observée sur la station météorologique la plus proche, située sur la commune d'Étréchy à 12 km à vol d'oiseau, est de 11,5 °C et le cumul annuel moyen de précipitations est de 794,9 mm,. Pour l'avenir, les paramètres climatiques de la commune estimés pour 2050 selon différents scénarios d'émission de gaz à effet de serre sont consultables sur un site dédié publié par Météo-France en novembre 2022.

## Urbanisme

### Typologie
Au 1er janvier 2024, Les Aix-d'Angillon sont catégorisés bourg rural, selon la nouvelle grille communale de densité à 7 niveaux définie par l'Insee en 2022.
Elle est située hors unité urbaine. Par ailleurs la commune fait partie de l'aire d'attraction de Bourges, dont elle est une commune de la couronne,. Cette aire, qui regroupe 111 communes, est catégorisée dans les aires de 50 000 à moins de 200 000 habitants,.

### Occupation des sols
L'occupation des sols de la commune, telle qu'elle ressort de la base de données européenne d’occupation biophysique des sols Corine Land Cover (CLC), est marquée par l'importance des territoires agricoles (87,6 % en 2018), en diminution par rapport à 1990 (89,2 %). La répartition détaillée en 2018 est la suivante : 
terres arables (85,4 %), zones urbanisées (10,3 %), forêts (2 %), zones agricoles hétérogènes (1,4 %), prairies (0,8 %).
L'évolution de l’occupation des sols de la commune et de ses infrastructures peut être observée sur les différentes représentations cartographiques du territoire : la carte de Cassini (XVIIIe siècle), la carte d'état-major (1820-1866) et les cartes ou photos aériennes de l'IGN pour la période actuelle (1950 à aujourd'hui).

### Risques majeurs
Le territoire de la commune des Aix-d'Angillon est vulnérable à différents aléas naturels : météorologiques (tempête, orage, neige, grand froid, canicule ou sécheresse), mouvements de terrains et séisme (sismicité faible). Il est également exposé à un risque technologique,  le transport de matières dangereuses. Un site publié par le BRGM permet d'évaluer simplement et rapidement les risques d'un bien localisé soit par son adresse soit par le numéro de sa parcelle.

#### Risques naturels

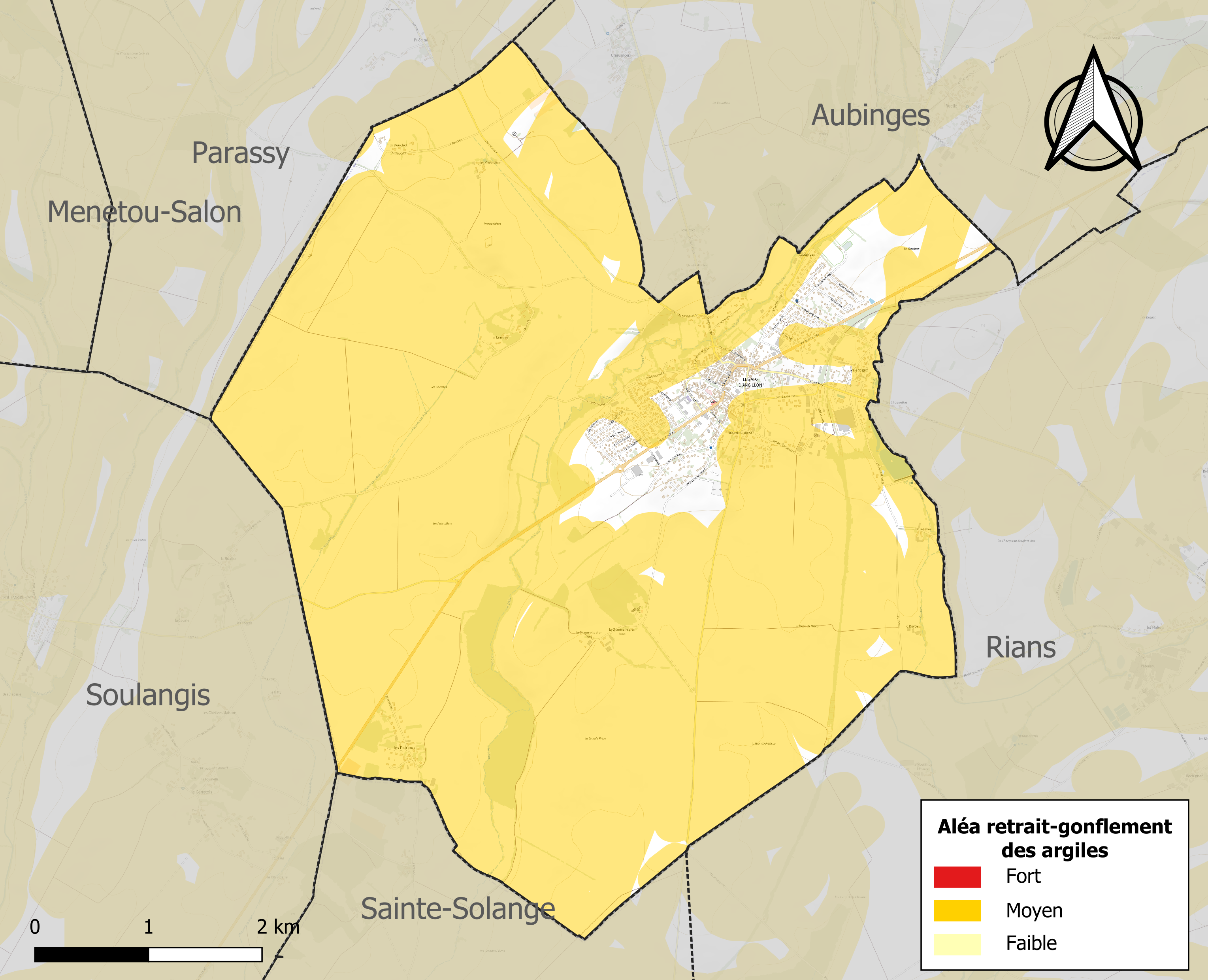
Carte des zones d'aléa retrait-gonflement des sols argileux des Aix-d'Angillon.

La commune est vulnérable au risque de mouvements de terrains constitué principalement du retrait-gonflement des sols argileux. Cet aléa est susceptible d'engendrer des dommages importants aux bâtiments en cas d’alternance de périodes de sécheresse et de pluie. 91,3 % de la superficie communale est en aléa moyen ou fort (90 % au niveau départemental et 48,5 % au niveau national). Sur les 935 bâtiments dénombrés sur la commune en 2019, 410 sont en aléa moyen ou fort, soit 44 %, à comparer aux 83 % au niveau départemental et 54 % au niveau national. Une cartographie de l'exposition du territoire national au retrait gonflement des sols argileux est disponible sur le site du BRGM,.
Concernant les mouvements de terrains, la commune a été reconnue en état de catastrophe naturelle au titre des dommages causés par la sécheresse en 1995, 1997, 2002, 2006 et 2019 et par des mouvements de terrain en 1999.

#### Risques technologiques
Le risque de transport de matières dangereuses sur la commune est lié à sa traversée par des infrastructures routières ou ferroviaires importantes ou la présence d'une canalisation de transport d'hydrocarbures. Un accident se produisant sur de telles infrastructures est en effet susceptible d’avoir des effets graves au bâti ou aux personnes jusqu’à 350 m, selon la nature du matériau transporté. Des dispositions d’urbanisme peuvent être préconisées en conséquence.

## Histoire
Alphonse Buhot de Kersers a rappelé les formes prises par le nom du village repérées dans les actes. Pour Aix, il note, en 1012, les formes hajensis et aiensis, puis aias en 1031 et 1195, castrum de aiis en 1301, de castrum de aiis, de aiis Gillonis au XVe siècle, ays d'Angelon en 1439 et 1448, finalement Les Aix d'Angillon à partir du XVIIe siècle. Gaspard Thaumas de La Thaumassière remarque que le mot primitif de haia ou haie était un nom donné par les Francs à leurs forteresses. Ce nom semble montrer que la fondation du village doit remonter aux invasions barbares. Les Aix a d'abord fait partie de la paroisse Valentigny et n'est devenu une paroisse qu'au XVIIe siècle, ce qui concourt à confirmer que sa fondation est postérieure aux fondations des paroisses chrétiennes.
Premier seigneur connu : Humbaud chevalier des Aix (1012-1040), peut-être cadet de la famille ligérienne de Sully (aujourd'hui Sully-sur-Loire). La documentation ne permet pas de définir s'il s'agit d'un apanage ou d'un fief dévolu à une branche cadette des Sully, mais Gilon de Sully s'en dit seigneur en 1085 (Archives départementales du Cher 14 G 290).
L'étymologie du toponyme rappelle la présence d'une fortification primitive : la Haie Dam Gilon (forteresse du seigneur Gilon). Les vues aériennes permettent de distinguer la trace circulaire des défenses médiévales conservées par le plan des rues.
La paroisse et le village étaient situés à l’origine à Valentigny, jusqu’à la construction du château aux Aix-d’Angillon. Le château a créé un pôle d’attraction, et le village s’est petit à petit presque entièrement déplacé, jusqu’à ce que le village d’origine ne soit qu’un simple hameau. Le cimetière y est resté. La résistance des autorités religieuses au changement fit que la paroisse ne fut déplacée à l’église du village principal qu’au XVIIe siècle.

## Politique et administration

### Tendances politiques et résultats
| Scrutin             | Scrutin             | 1er tour | 1er tour | 1er tour | 1er tour | 1er tour | 1er tour | 1er tour | 1er tour | 1er tour | 1er tour | 1er tour | 1er tour | 2d tour | 2d tour | 2d tour | 2d tour | 2d tour | 2d tour |
| Scrutin             | Scrutin             | 1er      | 1er      | %        | 2e       | 2e       | %        | 3e       | 3e       | %        | 4e       | 4e       | %        | 1er     | 1er     | %       | 2e      | 2e      | %       |
| ------------------- | ------------------- | -------- | -------- | -------- | -------- | -------- | -------- | -------- | -------- | -------- | -------- | -------- | -------- | ------- | ------- | ------- | ------- | ------- | ------- |
| Présidentielle 2017 | Présidentielle 2017 |          | FN       | 28,00    |          | EM       | 21,67    |          | LR       | 17,69    |          | LFI      | 16,46    |         | EM      | 57,56   |         | FN      | 42,44   |
| Présidentielle 2022 | Présidentielle 2022 |          | RN       | 33,68    |          | LREM     | 28,79    |          | LFI      | 14,03    |          | REC      | 5,09     |         | RN      | 52,08   |         | LREM    | 47,92   |
| Législatives 2022   | 1er                 |          | RN       | 32,92    |          | RE-Ens   | 30,14    |          | PS-Nupes | 21,95    |          | LR       | 8,66     |         | RE      | 53,82   |         | PS      | 46,18   |
| Législatives 2024   | 1er                 |          | RN       | 49,43    |          | RE-Ens   | 25,29    |          | PS-NFP   | 23,80    |          | LO       | 1,37     |         | RN      | 55,35   |         | RE      | 44,65   |

### Liste des maires
| Période | Période  | Identité                | Étiquette | Qualité                                                 |
| ------- | -------- | ----------------------- | --------- | ------------------------------------------------------- |
| 1792    | 1794     | Sylvain Canon           |           |                                                         |
| 1794    | 1795     | Jean-François Lafoy     |           | Officier public                                         |
| 1795    | 1796     | Jean-Baptiste Colas     |           | Agent municipal                                         |
| 1796    | 1799     | Denis Ruvet             |           | Agent municipal                                         |
| 1797    | 1797     | Pierre Planchon         |           | Agent municipal                                         |
| 1797    | 1799     | Claude Billy            |           | Agent municipal                                         |
| 1799    | 1822     | Pierre Naudin           |           |                                                         |
| 1822    | 1828     | Félix Debreze           |           |                                                         |
| 1828    | 1830     | Jean-Baptiste Auclert   |           |                                                         |
| 1830    | 1848     | Jean François Chauvigné |           |                                                         |
| 1848    | 1849     | Jean Labbe              |           | Démissionnaire                                          |
| 1849    | 1852     | Claude Pauron           |           |                                                         |
| 1852    | 1859     | Jean Labbe              |           |                                                         |
| 1859    | 1863     | Marc René Clavier       |           |                                                         |
| 1863    | 1871     | Pierre Alphonse Juvigny |           |                                                         |
| 1871    | 1876     | Pierre Brisset          |           |                                                         |
| 1876    | 1878     | Jean Belleville         |           |                                                         |
| 1878    | 1880     | Pierre Alphonse Juvigny |           |                                                         |
| 1880    | 1885     | Jean Courrèges          |           |                                                         |
| 1885    | 1912     | Louis Debaune           | Rad.      | Député de 1902 à 1919 vice-président du conseil général |
| 1912    | 1914     | Justin Bravat           |           |                                                         |
| 1914    | 1919     | Désiré Pasdeloup        |           |                                                         |
| 1919    | 1925     | Célestin Henriet        |           |                                                         |
| 1925    | 1944     | Alfred Remanjon         |           |                                                         |
| 1944    | 1945     | Henri Quantin           |           |                                                         |
| 1945    | 1947     | Gaston Boulanger        |           |                                                         |
| 1947    | 1952     | Alfred Remanjon         |           |                                                         |
| 1959    | 1974     | Lucien Pasdeloup        |           | Décédé au cours de son mandat                           |
| 1974    | 1977     | Emile Volton            |           |                                                         |
| 1977    | 1983     | Jean-Claude Delolme     |           |                                                         |
| 1983    | 1993     | Jean-Marc Chamaillard   |           | médecin                                                 |
| 1993    | 2020     | Claude Leloup           | UDI-PR    | Retraité                                                |
| 2020    | En cours | Christelle Petit        | DVG       |                                                         |

## Démographie
L'évolution du nombre d'habitants est connue à travers les recensements de la population effectués dans la commune depuis 1793. Pour les communes de moins de 10 000 habitants, une enquête de recensement portant sur toute la population est réalisée tous les cinq ans, les populations de référence des années intermédiaires étant quant à elles estimées par interpolation ou extrapolation. Pour la commune, le premier recensement exhaustif entrant dans le cadre du nouveau dispositif a été réalisé en 2004.

En 2022, la commune comptait 1 871 habitants, en évolution de −2,86 % par rapport à 2016 (Cher : −2,48 %, France hors Mayotte : +2,11 %).
| 1793  | 1800  | 1806  | 1821  | 1831  | 1836  | 1841  | 1846  | 1851  |
| ----- | ----- | ----- | ----- | ----- | ----- | ----- | ----- | ----- |
| 1 096 | 1 047 | 1 004 | 1 200 | 1 380 | 1 414 | 1 426 | 1 545 | 1 530 |

| 1856  | 1861  | 1866  | 1872  | 1876  | 1881  | 1886  | 1891  | 1896  |
| ----- | ----- | ----- | ----- | ----- | ----- | ----- | ----- | ----- |
| 1 564 | 1 594 | 1 606 | 1 602 | 1 638 | 1 734 | 1 760 | 1 663 | 1 556 |

| 1901  | 1906  | 1911  | 1921  | 1926  | 1931  | 1936  | 1946  | 1954  |
| ----- | ----- | ----- | ----- | ----- | ----- | ----- | ----- | ----- |
| 1 434 | 1 529 | 1 382 | 1 198 | 1 203 | 1 142 | 1 140 | 1 151 | 1 070 |

| 1962  | 1968  | 1975  | 1982  | 1990  | 1999  | 2004  | 2006  | 2009  |
| ----- | ----- | ----- | ----- | ----- | ----- | ----- | ----- | ----- |
| 1 118 | 1 246 | 1 945 | 2 146 | 2 160 | 2 006 | 1 947 | 1 930 | 1 920 |

| 2014  | 2019  | 2022  | - | - | - | - | - | - |
| ----- | ----- | ----- | - | - | - | - | - | - |
| 1 886 | 1 889 | 1 871 | - | - | - | - | - | - |

## Culture locale et patrimoine

### Lieux et monuments

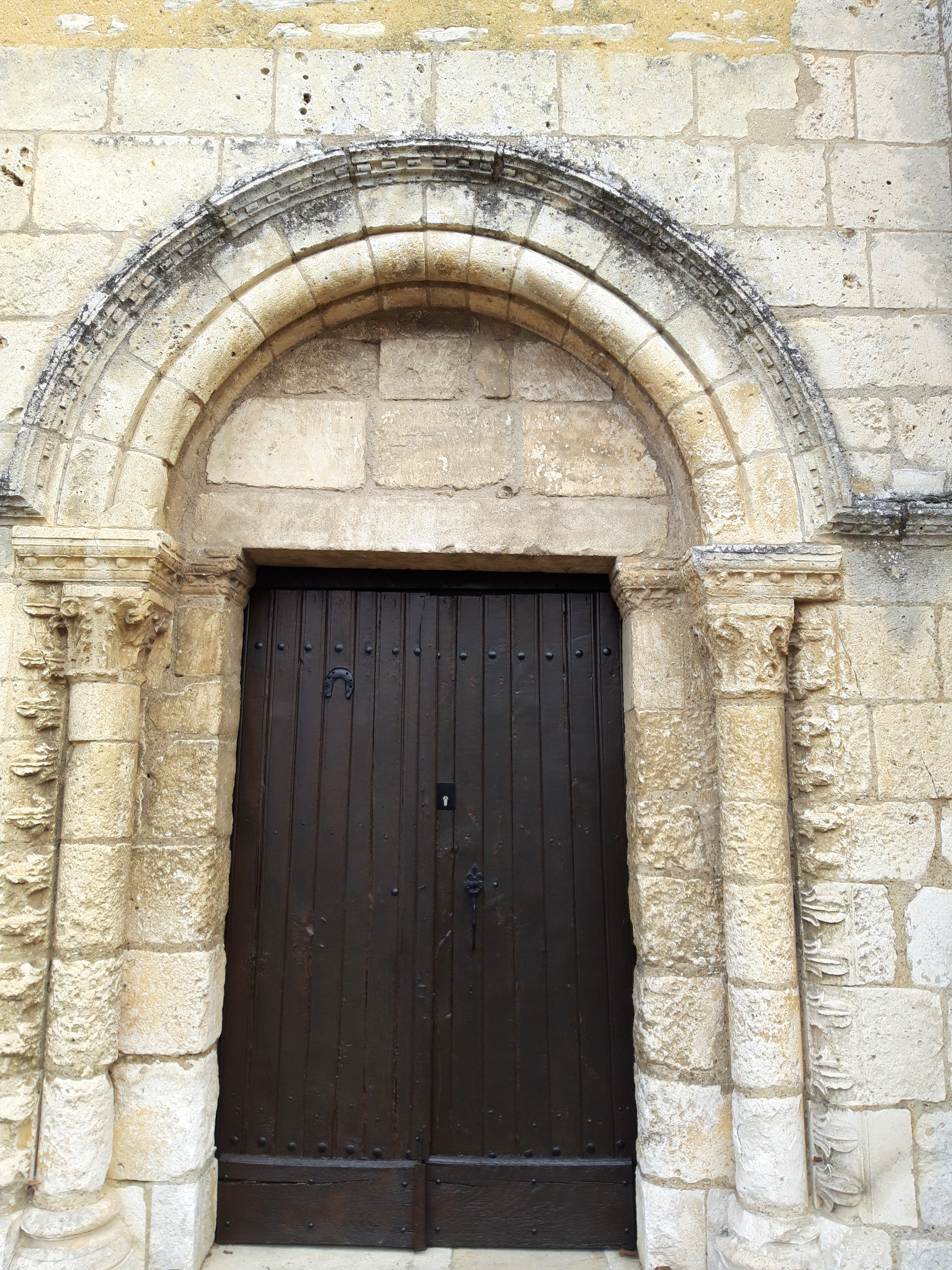
La porte du portail de l'église comporte un fer à cheval ; il s'agit peut-être ici d'une pratique liée aux combats ancestraux présents dans cette région contre les esprits malins.

- Donjon de l'ancien château construit par Charles de Neuf Moulins, sire de Bacouet en 1427.

Maximilien de Béthune, duc de Sully, souverain d'Henrichemont, est venu rendre foi et hommage devant le donjon le 28 août 1613, pour la terre d'Etrechy qui dépendait de la châtellenie des Aix.
- Collégiale Saint-Germain, XIIe siècle[29].
- Ancienne église Saint-Germain.

### Personnalités liées à la commune
- Louis Debaune, député de 1902 à 1912 ;
- Gillon de Sully ;
- Alphonse Buhot de Kersers avait une propriété à La Chaumelle. Il y est décédé le 11 décembre 1897 ;
- Félix Béguinot, curé doyen (1879) puis évêque de Nîmes ;
- Pierre Cressoy (1924-1980), comédien, inhumé au cimetière de la commune ;
- Michel Aubrun, historien médiéviste, né en 1932 aux Aix-d'Angillon.

### Héraldique
|  | Les armes de la commune de Les Aix-d'Angillon se blasonnent ainsi : D’azur semé de molettes d’éperon d’or, au lion du même brochant sur le tout. |

### Cadre de vie
Dans son palmarès 2016, le Conseil National des Villes et Villages Fleuris de France a attribué deux fleurs à la commune au Concours des villes et villages fleuris.

### Manifestations
- Cavalcade fleurie de Paques.
- Salon artistique de la Pentecôte.
- Foire du 1er-Mai.
- Festival Môm'en Théâtre[31].